# Papiro de Carlsberg I
O chamado papiro de Carlsberg I é uma cópia do livro de Nut, deusa do céu e parte dos seus textos encontram-se nos túmulos dos faraós Seti I e Ramessés IV. Neste papiro encontram-se testemunhos de acontecimentos astronômicos essencialmente ligados ao nascimento da estrela Sirius nos céus orientais. Este documento diz que, depois do desaparecimento por 70 dias de "Soped" no céu ocidental, ele reaparece ao lado do deus Khépri.
Segundo a mitologia, a estrela Sirius é chamada "Soped" que representa o deus Osíris, o símbolo da realeza, que representa a vegetação e a vida no Além. Assim o nascimento helíaco de Sirius repete-se ano após ano com a periodicidade próxima do ano trópico, ou seja, em data fixa durante 3000 anos. Este fato proporcionou a criação do calendário egípcio na qual o ano era dividido em 12 meses de 30 dias acrescido de 5 dias especiais para homenagear os deuses Horus, Set, Ísis e Osíris.